# Менцінген (Цуг)
Менцінген (нім. Menzingen ZG) — громада  в Швейцарії в кантоні Цуг.

## Географія
Громада розташована на відстані близько 95 км на схід від Берна, 6 км на схід від Цуга.
Менцінген має площу 27,5 км², з яких на 7,5% дозволяється будівництво (житлове та будівництво доріг), 62,7% використовуються в сільськогосподарських цілях, 28,3% зайнято лісами, 1,5% не є продуктивними (річки, льодовики або гори).

## Демографія
2019 року в громаді мешкало 4551 особа (+3,4% порівняно з 2010 роком), іноземців було 20%. Густота населення становила 165 осіб/км².
За віковим діапазоном населення розподілялося таким чином: 19,5% — особи молодші 20 років, 60,3% — особи у віці 20—64 років, 20,1% — особи у віці 65 років та старші. Було 1789 помешкань (у середньому 2,4 особи в помешканні).
Із загальної кількості 1853 працюючих 271 був зайнятий в первинному секторі, 186 — в обробній промисловості, 1396 — в галузі послуг.